# Würzburger Straße 5 (Bad Kissingen)

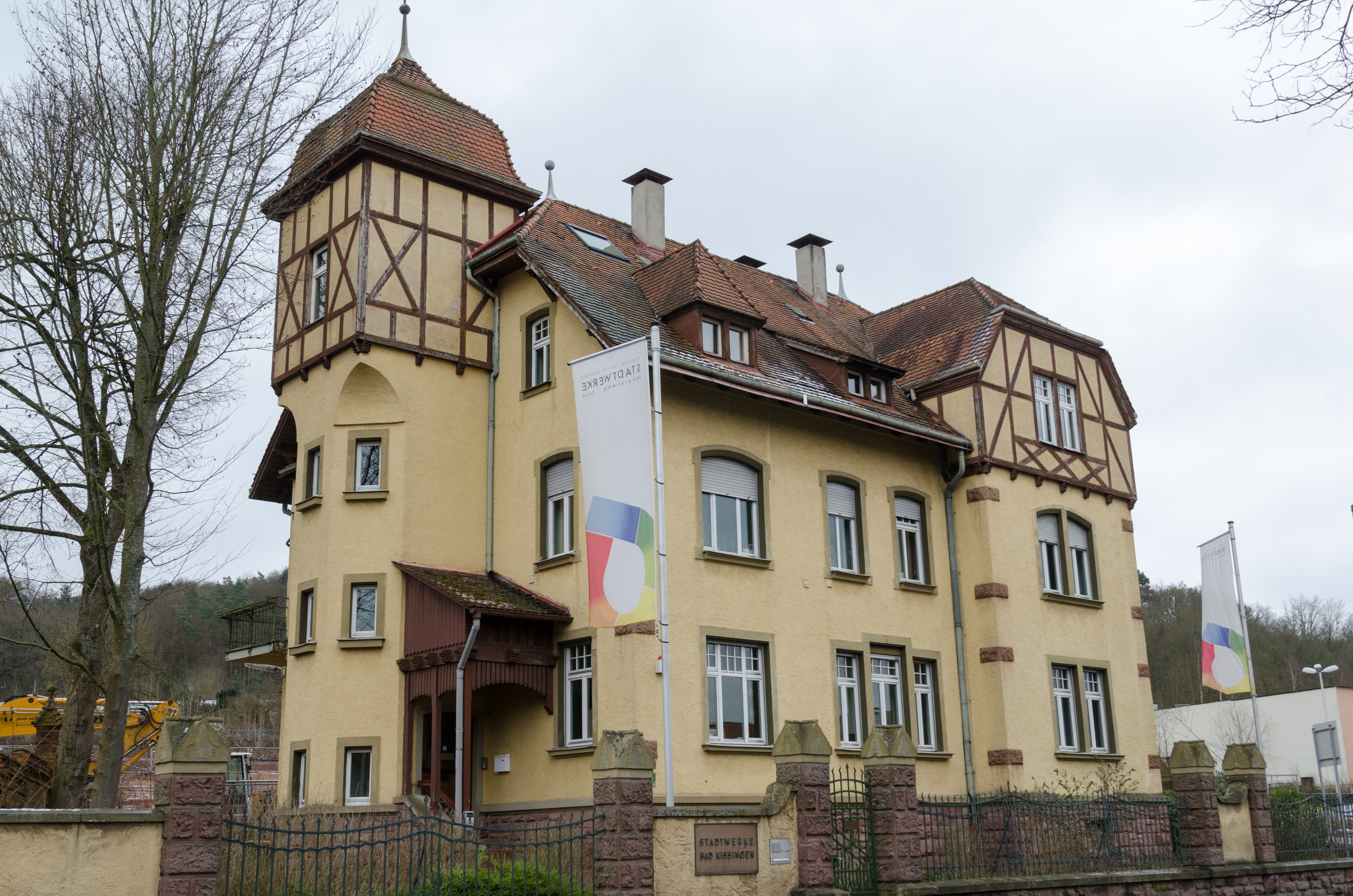
Würzburger Straße 5 in Bad Kissingen

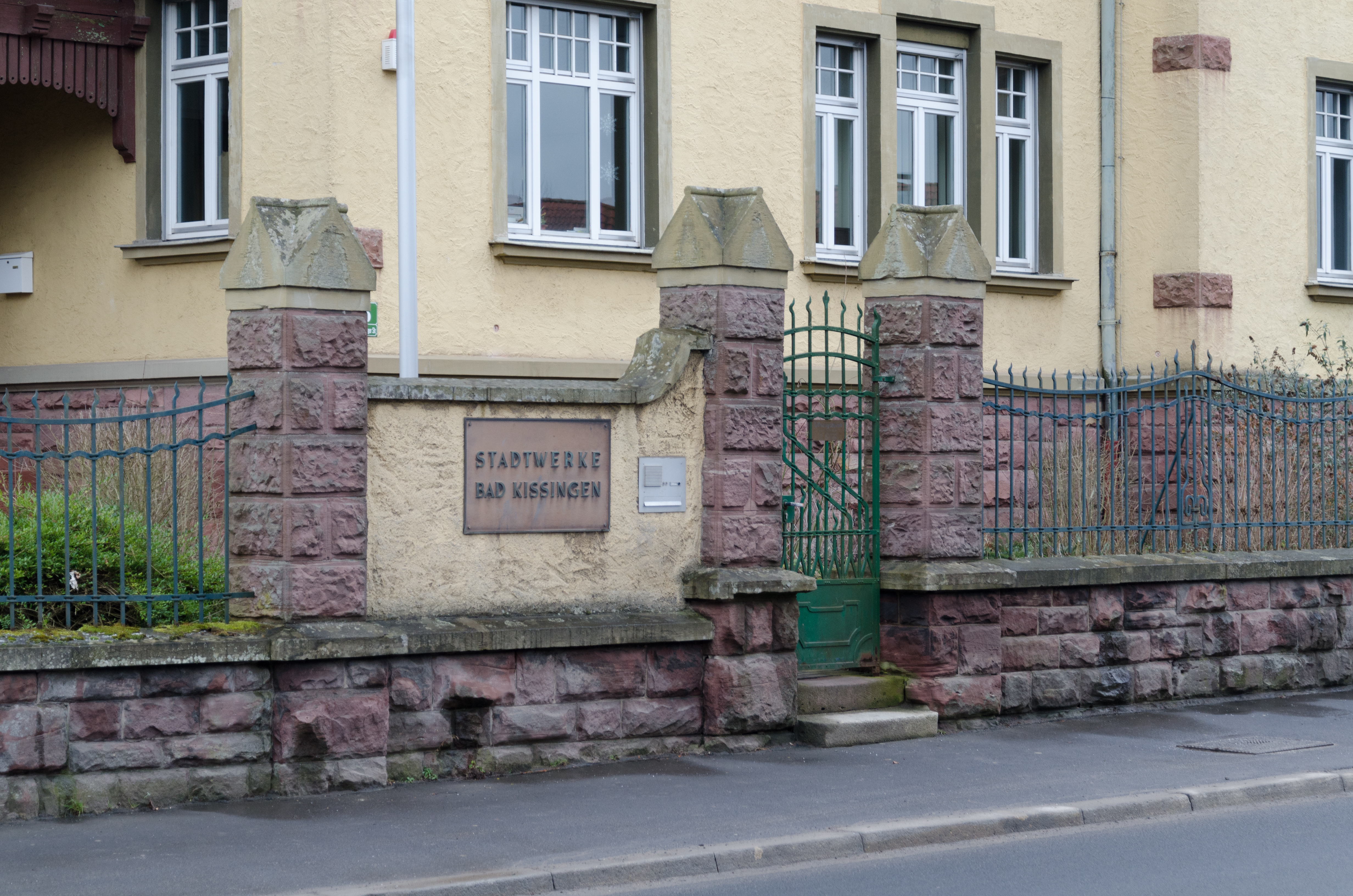
Einfriedung

Das ehemalige Beamtenwohnhaus der Gasanstalt Würzburger Straße 5 in Bad Kissingen, der Großen Kreisstadt des unterfränkischen Landkreises Bad Kissingen, gehört zu den Bad Kissinger Baudenkmälern und ist unter der Nummer D-6-72-114-364 in der Bayerischen Denkmalliste registriert.

## Geschichte
Das ehemalige Beamtenwohnhaus entstand durch die Thüringer Gasgesellschaft aus Leipzig im Jahr 1906 im historisierenden Stil. Bei dem Anwesen handelt es sich um einen zweigeschossigen Halbwalmbau mit nördlichem Treppenturm mit Glockendach, Fachwerkgiebeln und südlichen, zweigeschossigen Balkonanbauten. Das Anwesen erinnert an das zuvor an gleicher Stelle befindliche Gaswerk.
Zum Anwesen gehört die gleichzeitig entstandene Einfriedung.